# Thymus roseus
Thymus roseus là một loài thực vật có hoa trong họ Hoa môi. Loài này được Schipcz. miêu tả khoa học đầu tiên năm 1921.